# Хлынцов, Николай Александрович
Никола́й Алекса́ндрович Хлынцо́в (род. 26 декабря 1948, Дзауджикау, Северо-Осетинская АССР, РСФСР, СССР) — советский и российский государственный и политический деятель. Председатель правительства Республики Северная Осетия с 2006 по 2012.

## Биография
Родился 26 декабря 1948 в Дзауджикау (Владикавказ). Окончил строительный факультет Северо-Кавказского горно-металлургического института.
Работал в строительстве (в том числе главным инженером спецтреста «Кавказкурортстрой» и управляющим треста «Электронстрой»), затем на партийной работе в КПСС (на пике карьеры первый секретарь Промышленного райкома).
С 1991 по 1996 — депутат Верховного совета Республики Северная Осетия.
До назначения председателем правительства республики несколько лет работал заместителем начальника Северо-Осетинской таможни.
С 2006 по 2012 — Председатель правительства Республики Северная Осетия.

## Семья
Женат, есть дочь.